# 水谷誠孝
水谷誠孝（みずたに のぶたか、1977年 - ）は、日本の洋画家、日本美術家連盟正会員、国画会準会員、 名古屋学芸大学准教授。2000年愛知県立芸術大学美術学部油画専攻卒業、2002年同大学院修了、2003年同研修生修了。